# Мир (п'єса)
«Мир» (грец. Ειρήνη) — п'єса давньогрецького поета і драматурга Арістофана. Цю комедію Арістофан поставив на Великих Діонісіях 421 до н. е. і здобув другу нагороду. Перша нагорода була присуджена поетові Евполіду за комедію «Лестуни», друга — Левкону за п'єсу «Земляки». В «Мирі», як і в «Ахарнянах», знайшла відображення боротьба, яку Арістофан вів проти мілітаризму свого часу, на захист простих людей і трудівників — селян. Комедія є пародією на міф і трагедію Евріпіда про героя Беллерофонта, який марно намагався вибратись на крилатому коні Пегасі на Олімп.

## Сюжет
Трігей («Людина лози»), аттичний селянин-виноградар, підіймається до небес на жуку-гнойовику, щоб повернути втрачену богиню — Мир. Його ледь не долає бог Війни, що виготовився стовкти всі міста Греції у величезній ступі, але тут на сцену виходить хор хліборобів, якому вдається визволити Мир та ще двох молодших богинь з підземної темниці. Одну з молодших богинь Трігей відсилає в подарунок Раді, а на другій посеред загальної радості одружується.
«Мир» написаний тільки для того, щоб відсвяткувати укладений Нікіїв мир (421 до н. е.), що завершив першу фазу Пелопонеської війни. П'єса практично позбавлена сюжету, але її ліричний пафос настільки ж великий, як і почуття радості, що її породило.